# 菅田路莞
菅田 路莞（かんだ ろい、2000年8月16日 - ）は、北海道鶴居村出身の元プロアイスホッケー選手。ポジションはディフェンス。愛称は"ろい"。

## 経歴
中央大学を経て、2020年12月27日にアジアリーグアイスホッケーの横浜GRITSに短期契約で入団した。
2021年9月16日にフィンランドへの海外移籍が決定した。
2023年7月18日に古巣GRITSに復帰した。
2023-2024シーズンオフの2024年6月13日にGRITSと契約を継続した。しかし、開幕直前の2024年9月5日に退団した。